# پزشکی قانونی پا
پزشکی قانونی پا (انگلیسی: Forensic podiatry) یکی از زیرشاخه‌های علوم قانونی است که در آن از دانش تخصصی پزشکی پا از جمله آناتومی پا و اندام تحتانی، عملکرد اسکلتی عضلانی، بدشکلی‌ها و بیماری‌های پا، مچ پا، اندام تحتانی و گاهی کل بدن انسان استفاده می‌شود. شواهد مرتبط با پا در چارچوب تحقیقات جنایی پزشکی قانونی پا به صورت زیر تعریف شده است:
استفاده از دانش و تجربه دقیق و مطالعه‌شده پزشکی در تحقیقات پزشکی قانونی، برای نشان دادن ارتباط یک فرد با صحنه جنایت، یا پاسخگویی به هر سؤال حقوقی دیگری در مورد پا یا کفش که مستلزم آگاهی از کارکرد پا است.
کسانی که در این زمینه تخصص دارند باید دانش و تجربه در زمینه بیماری‌های پا و همچنین در علوم و عمل پزشکی قانونی کسب کرده باشند.
پزشکی قانونی پا معمولاً برای کمک به فرایند شناسایی انسان استفاده می‌شود. همچنین می‌تواند برای کمک به رسیدگی به مسائل مربوط به سؤالاتی که در چارچوب تحقیقات پزشکی قانونی ایجاد شده است، استفاده شود. چنین سؤالاتی می‌تواند شامل این باشد که آیا یک کفش می‌توانست چندین پوشنده داشته باشد یا نه، تأثیرات نادرست کفش چه می‌تواند باشد، آیا کسی می‌توانست پای خود را در کفشی قرار دهد که برای پای پوشنده فرضی خیلی کوچک است یا نه، و سایر موارد مربوط به تفسیر پزشکی پا از مواد و شواهد مربوطه.
پای هر فرد برای خودش منحصربه‌فرد است. شکل پای یک فرد به شرایط محیطی و ژنتیکی بستگی دارد. شرایط محیطی مانند پوشیدن انواع خاصی از کفش‌ها می‌تواند شکل پای فرد را به‌شدت تحت تأثیر قرار دهد. عواملی مانند جراحی‌ها یا عادات راه رفتن (مثلاً پابرهنه راه رفتن) نیز می‌توانند ساختار پا را منحصربه‌فرد کنند. ژنتیک مانند ساختار استخوان‌ها و نحوه اتصال آن‌ها از طریق رباط‌های مختلف نیز پا را منحصربه‌فرد می‌کند. اندازه توپ یا پاشنه پا و همچنین شکل انگشتان پا می‌تواند از ویژگی‌های تعیین‌کننده بسیار مهمی برای پزشکان پزشکی قانونی باشد.